# Jagjit Singh
Jagjit Singh, nato Jagmohan Singh Dhiman (Ganganagar, 8 febbraio 1941 – Mumbai, 10 ottobre 2011), è stato un compositore e cantante indiano.

## Filmografia parziale
Colonne sonore
- Prem Geet (1981)
- Arth (1982) - anche cantante in playback
- Nirvana (1983)
- Saath Saath (1982) - anche cantante in playback
- Mirza Ghalib (1988) - TV
- Kahkashan (1991) - TV

## Premi
- Padma Bhushan (2003)